# Gestión del servicio
La gestión del servicio se encuentra integrada en la gestión de la cadena de suministro como el punto de unión entre las ventas y el cliente. El objetivo de lograr un alto rendimiento en la gestión del servicio es optimizar las cadenas de suministros centradas en el servicio, que son más complejas que aquellas centradas en los productos. La mayoría de las cadenas de suministro centradas en servicio requieren unos inventarios mayores y una mejor integración con productos de otras compañías. 
Entre los fabricantes tradicionales, los servicios post-venta (mantenimiento, reparación y sustitución de piezas) suponen menos del 20% de los ingresos. Pero entre las compañías de servicios más innovadoras, estas mismas actividades suponen alrededor del 50% de los beneficios.

## Desarrollo
Aunque tradicionalmente se ha considerado un mal necesario, la gestión del servicio está cobrando cada vez más fuerza como una estrategia de negocio. Para aumentar y mantener la lealtad de los consumidores en un entorno competitivo, las grandes compañías reconocen la necesidad de mejorar las capacidades de gestión del servicio y reparaciones.

## Beneficios
Los motivos que se esconden detrás de una optimización de la gestión del servicio son variados:
- Reducción de los costes del servicio de calidad, gracias a la integración de servicios y productos en la cadena de distribución.
- Disminución de inventarios de partes de servicio, que pueden ser reducidos disminuyendo así los costes totales de inventario.
- Optimización del servicio al cliente.
- Mejora de los ingresos por servicio.
- Reducción de los costes por obsolescencia de los repuestos a través de una mejora en la predicción.
- Aumento de la satisfacción de los clientes.
- Reducción de los costes de envío ya que optimizando los inventarios se reduce la urgencia para enviar los pedidos a los clientes.
- Reducción de las visitas de los técnicos; ya que si disponen de las piezas necesarias pueden solucionar los problemas en la primera visita.

## Componentes
Habitualmente, la gestión del servicio incluye seis elementos que las organizaciones deben tener en cuenta.
- Estrategia de servicio 
  - Definición de la estrategia de servicio
  - Oferta de servicios: definición y posicionamiento
  - Estrategia de mercado
  - Gestión del portafolio de servicios

- Partes de repuesto
  - Gestión de disponibilidad de piezas de repuesto
  - Gestión del inventario
  - Gestión de petición de repuestos
  - Cumplimiento de operaciones y logística
  - Gestión de partes de servicio

- Devoluciones, reparaciones y garantías 
  - Gestión de garantías y reclamaciones
  - Logística inversa
  - Procesos de devolución
  - Re-manufacturación

- Servicio de mantenimiento 
  - Gestión de técnicos
  - Movilidad
  - Educación en línea
  - Programación de actividades
  - Facturación de servicios

- Gestión de clientes 
  - Gestión de pedidos y disponibilidad
  - Gestión de partners y canales
  - Percepción del consumidor
  - Documentación técnica

- Activos, mantenimiento, programación de tareas, gestión de eventos 
  - Monitorización remota
  - Diagnóstico y testeo
  - Gestión de activos y optimización
  - Gestión de la configuración